# 가얄
가얄(Gayal, 학명: Bos frontalis)은 소과에 속하는 가축의 일종이다. 미얀마에서는 미순(Mithun)이라 칭하며, 인도들소와 관계가 깊다. 인도 북동부·방글라데시·미얀마·윈난성 등지에서 가축으로 쓰인다. 어깨높이는 수컷이 최대 155cm, 암컷이 140cm이다.